# Ніколаєнко Сергій Володимирович
Сергій Володимирович Ніколаєнко (24 серпня 1967  — 28 жовтня 2023 , Пологівський район, Запорізька область ) — український футболіст, воротар.

## Біографія
Першим клубом у кар'єрі гравця став алма-атинський СКІФ, у складі якого Ніколаєнко дебютував у 1984 році в другій союзній лізі. Відігравши за команду два сезони, футболіст був призваний до армії. Після демобілізації став гравцем ульянівського «Старту», де провів сезон 1988 року. Потім перейшов до йошкар-олінської «Дружби», за яку виступав упродовж трьох років. У 1991 році став гравцем таганрозького «Торпедо», продовжив виступати за команду після розпаду СРСР. Сезон 1993 року розпочав у «Металургу» з Красного Сулина, а влітку того ж року перейшов у білоруський «Ведрич», який виступав у місцевій Першій лізі.
У вищому дивізіоні білоруського футболу дебютував 5 вересня 1993 року, вийшовши у стартовому складі у матчі проти вітебського КІМу. Загалом за клуб із Речиці відіграв 8 матчів, після чого закінчив виступи на професійному рівні.
У сезоні 1994/95 провів 4 матчі у складі міні-футбольного клубу «Надія» із Запоріжжя,
чим допоміг команді здобути бронзові нагороди чемпіонату України

### Після кар'єри
Завершивши виступи грав у аматорських командах та ветеранських командах. Потім працював дитячим тренером у запорізьких ДЮСШ. З початком вторгнення в Україну російських військ вступив до лав Збройних Сил України, брав участь у боях за Сєвєродонецьк та Кремінну.
У військах узяв собі позивний «Шілтон», на честь улюбленого гравця — англійського воротаря Пітера Шилтона. Загинув у бою, 28 жовтня 2023 року, поблизу села Вербове, під час боїв у Запорізькій області. Похований на цвинтарі Св. Миколая у Запоріжжі

## Родина
Син, Гордій Ніколаєнко, також став професійним футболістом, який виступає на позиції воротаря.